# Nalesniki

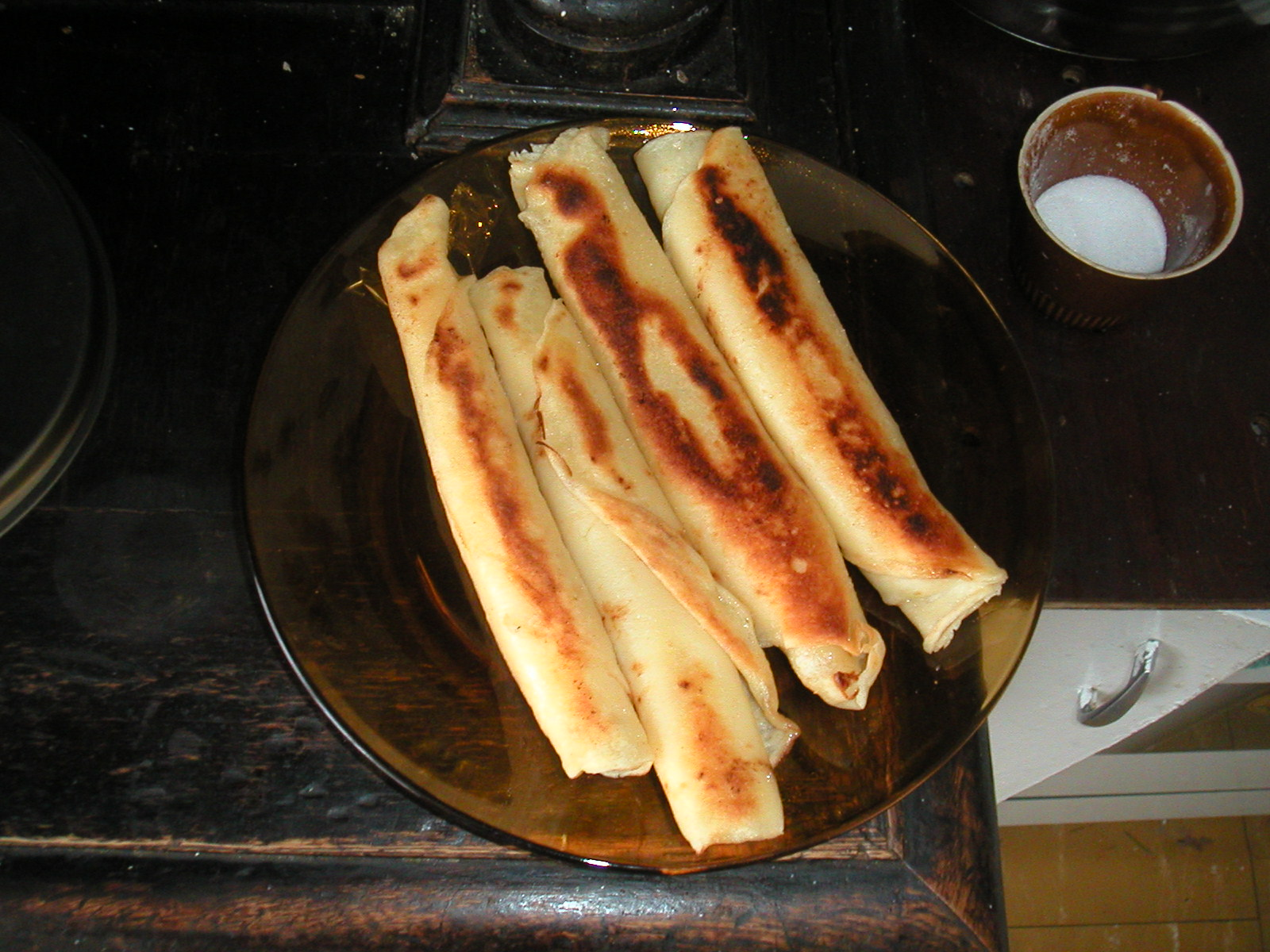
Nalesniki

Los Nalesniki son una especie de crêpe típico de la cocina polaca. Pueden llevar contenidos salados o dulces dependiendo de los gustos del cocinero y de la región donde se elaboren. Entre los contenidos salados más populares se encuentran las verduras, el pollo frito, etc. y entre los dulces las más variadas posibilidades de frutas regionales de temporada, en algunos casos mermeladas, compotas, etc. A veces se rellenan con requesones mezclados con otros ingredientes. Difieren de los crepés franceses en que se suelen freír tras su elaboración, justo antes de ser servidos.   